# Manettia zimapanica
Manettia zimapanica är en måreväxtart som beskrevs av William Botting Hemsley. Manettia zimapanica ingår i släktet Manettia och familjen måreväxter. Inga underarter finns listade i Catalogue of Life.